# Multiplex-Kino
Multiplex-Kino (Vielfach-Kino, abgeleitet von lat. multiplico), auch verkürzt Multiplex oder Multiplex-Kinocenter genannt, ist die Bezeichnung für ein Großkino mit mehreren Sälen, in denen parallel vielfältige (lat. multiplex) Filmprogramme gezeigt werden können.

## Aufbau
Charakteristisch für Multiplex-Kinos sind großflächige Leinwände und ein arenenartiger Aufbau der Säle mit steiler Sitzplatzanordnung. Meist umfasst ein solches Kino einige tausend Sitzplätze und eine Vielzahl von Unterhaltungseinrichtungen, wie Cafés, Bars, aber auch Geschäfte.

## Geschichte
Das weltweit erste Multiplex-Kino entstand 1979 mit 18 Sälen in Toronto. 1985 wurde erstmals in Europa 70 Kilometer von London entfernt ein solches Kino durch United Cinemas International (UCI) verwirklicht. 1988 wurde das bis zu diesem Zeitpunkt größte Multiplex-Kino mit 25 Sälen und 7000 Sitzplätzen in Brüssel erbaut. Das Kinepolis Brüssel gilt nach eigenen Angaben als erstes echtes Multiplex der Welt. Das weltweit größte Multiplex-Kino dürfte derzeit das AMC Ontario Mills in Ontario Kalifornien sein, welches mit 30 Leinwänden ausgestattet ist.
UCI eröffnete auch im Oktober 1990 das erste Multiplex-Kino in Deutschland in Hürth bei Köln. Schon 1991 folgten weitere Multiplex-Kinos im Ruhr-Park-Einkaufszentrum in Bochum, der Cinedom im Mediapark Köln sowie die Cinemaxx-Kinos in Hannover und in Essen.
Das Multiplex-Kino löste das Schachtelkino der 1970er-Jahre ab. 2001 war Südkorea das Land mit den höchsten Anteil an Multiplex-Kinos am Gesamtkinomarkt. 95,2 Prozent aller Kinos waren in dem Jahr in Südkorea Multiplex-Kinos. Der südkoreanische Markt wird dominiert von den drei Multiplex-Kinoketten CJ CGV, Lotte Cinema und Megabox. Japan, Spanien und die USA haben auch einen Anteil von Multiplex-Kinos von über 80 Prozent.

## Multiplex-Kinos in einzelnen Ländern

### Deutschland

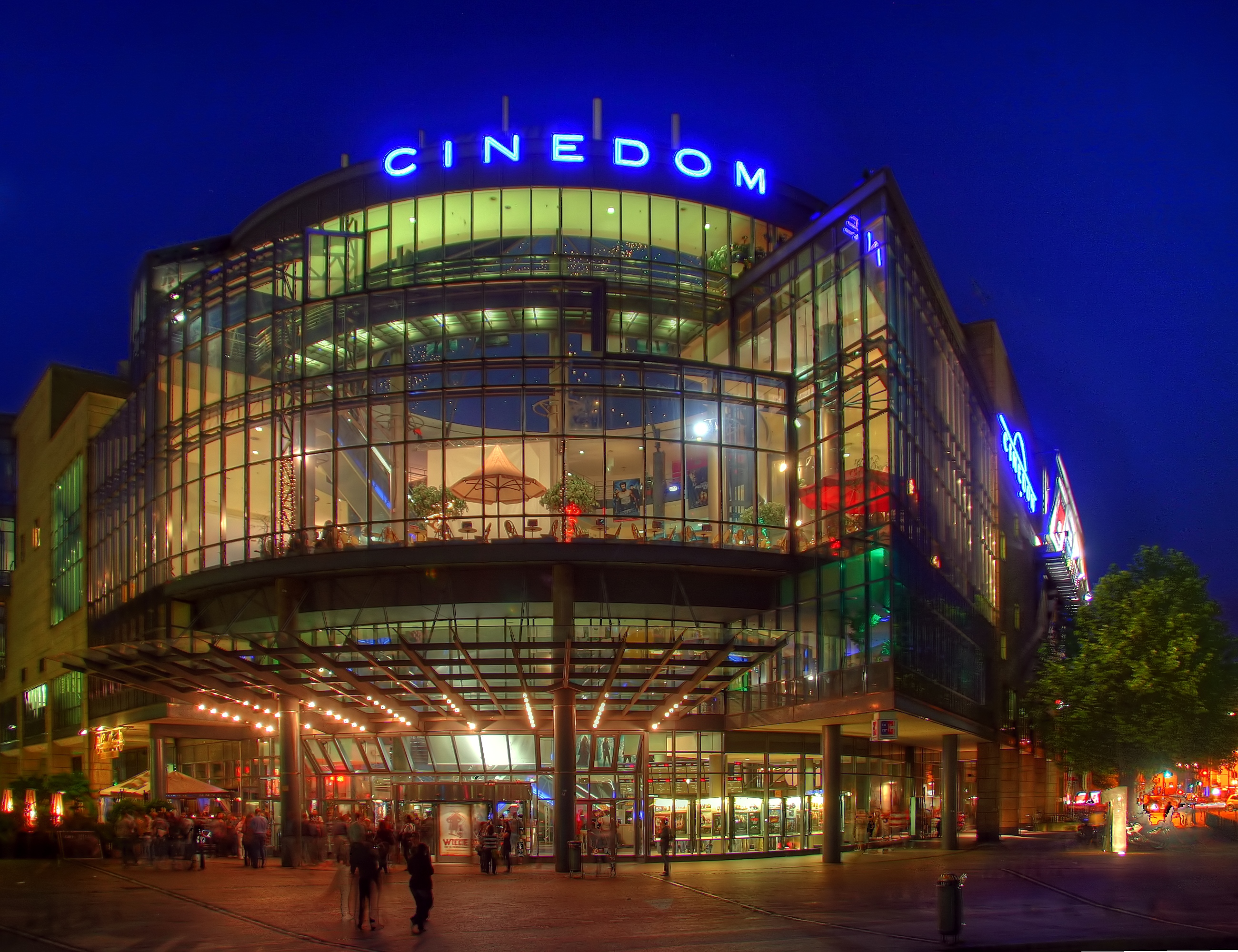
Der Cinedom in Köln

Bekannte Multiplex-Kino-Ketten in Deutschland sind der Marktführer Cinestar sowie Cinemaxx, UCI Kinowelt oder Kinopolis. Cineplex ist ein Dachverband, der vielen mittelständischen Unternehmen einen Namen gibt.
Bis zum Jahr 2000 stieg die Zahl der Multiplexe in Deutschland auf insgesamt 128 an. Diese haben im Durchschnitt neun Leinwände.
Der Marktanteil von Multiplex-Kinos in Deutschland steigt stetig an. Von 1996 bis 2005 stieg der Zuschaueranteil von ca. 15 % auf 47 % an, der Anteil am Gesamtkinoumsatz stieg im gleichen Zeitraum von 17 % auf 50 % an.
Das derzeit größte Multiplex-Kino Deutschlands ist das Cinemaxx in Essen mit 5067 Plätzen in 16 Sälen. Zum Vergleich: Das größte Kino der Stummfilmzeit, das New Yorker Roxy Theatre, fasste mit nur einem einzigen Saal über 6200 Besucher. Auch das einst größte deutsche und größte europäische Kino, der Ufa-Palast Hamburg, zählte mit nur einem einzigen Saal 2665 Sitzplätze. Den derzeit größten Kinosaal Deutschlands findet man ebenfalls in Essen, in der Lichtburg, mit 1250 Sitzplätzen.

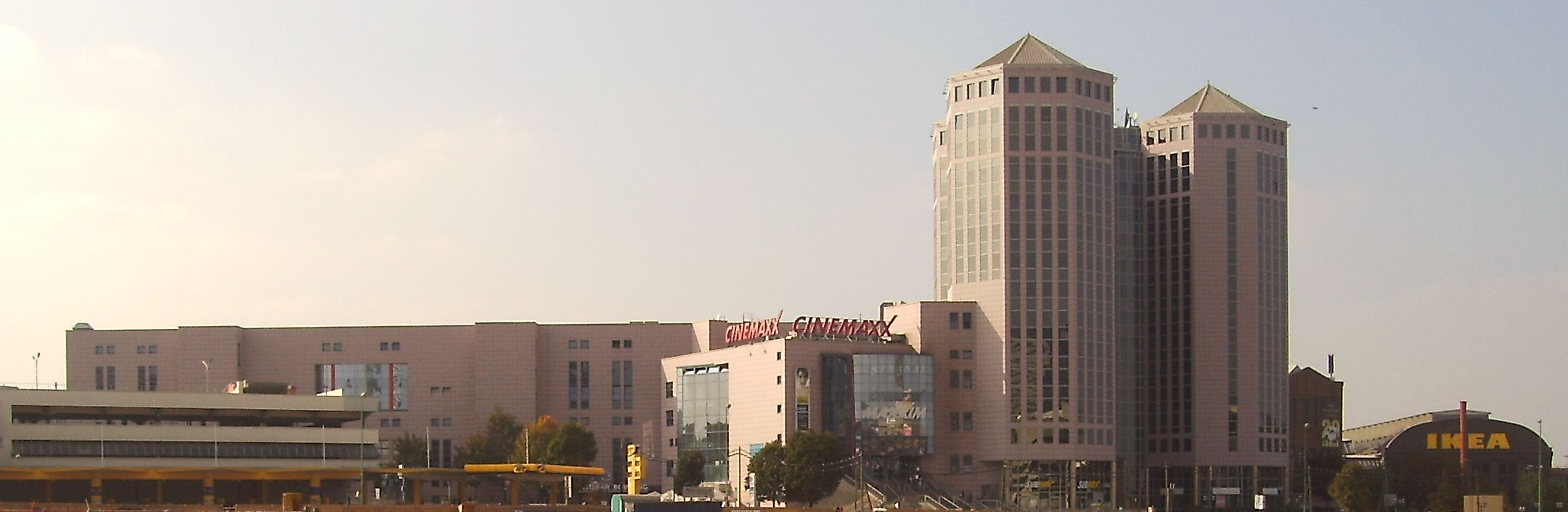
Größtes Multiplex-Kino Deutschlands, CinemaxX Essen

Die zurzeit größten Multiplex-Kinos in Deutschland:
1. Cinemaxx Essen mit 5067 Plätzen in 16 Sälen[4]
2. CINECITTA' Nürnberg mit 4720 Plätzen in 24[5] Sälen
3. Mathäser-Filmpalast München mit 4283 Plätzen in 14 Sälen
4. Cinedom Köln mit 3748 Plätzen in 14 Sälen
5. Kinopolis Main-Taunus-Zentrum in Sulzbach mit 3734 Plätzen in 12 Sälen
6. Cinestar Dortmund mit 3702 Plätzen in 14 Sälen
7. Cinemaxx Potsdamer Platz in Berlin mit 3539 Plätzen in 19 Sälen
8. Cinestar Metropolis Frankfurt am Main mit 3495 Plätzen in 12 Sälen
9. Cinemaxx Mülheim mit 3359 Plätzen in 11 Sälen
10. UCI Ruhr-Park Bochum mit 3354 Plätzen in 14 Sälen
11. Cinestar Kristall-Palast in Bremen mit 3341 Plätzen in 11 Sälen
12. Cinemaxx Kiel mit 3090 Plätzen in 10 Sälen
13. Cinemaxx Hamburg mit 2619 Plätzen in 8 Sälen
14. Cinespace Bremen mit 3074 Plätzen in 11 Sälen

Rechtlich gelten Multiplex-Kinos in Deutschland als Vergnügungsstätten.

### Schweiz

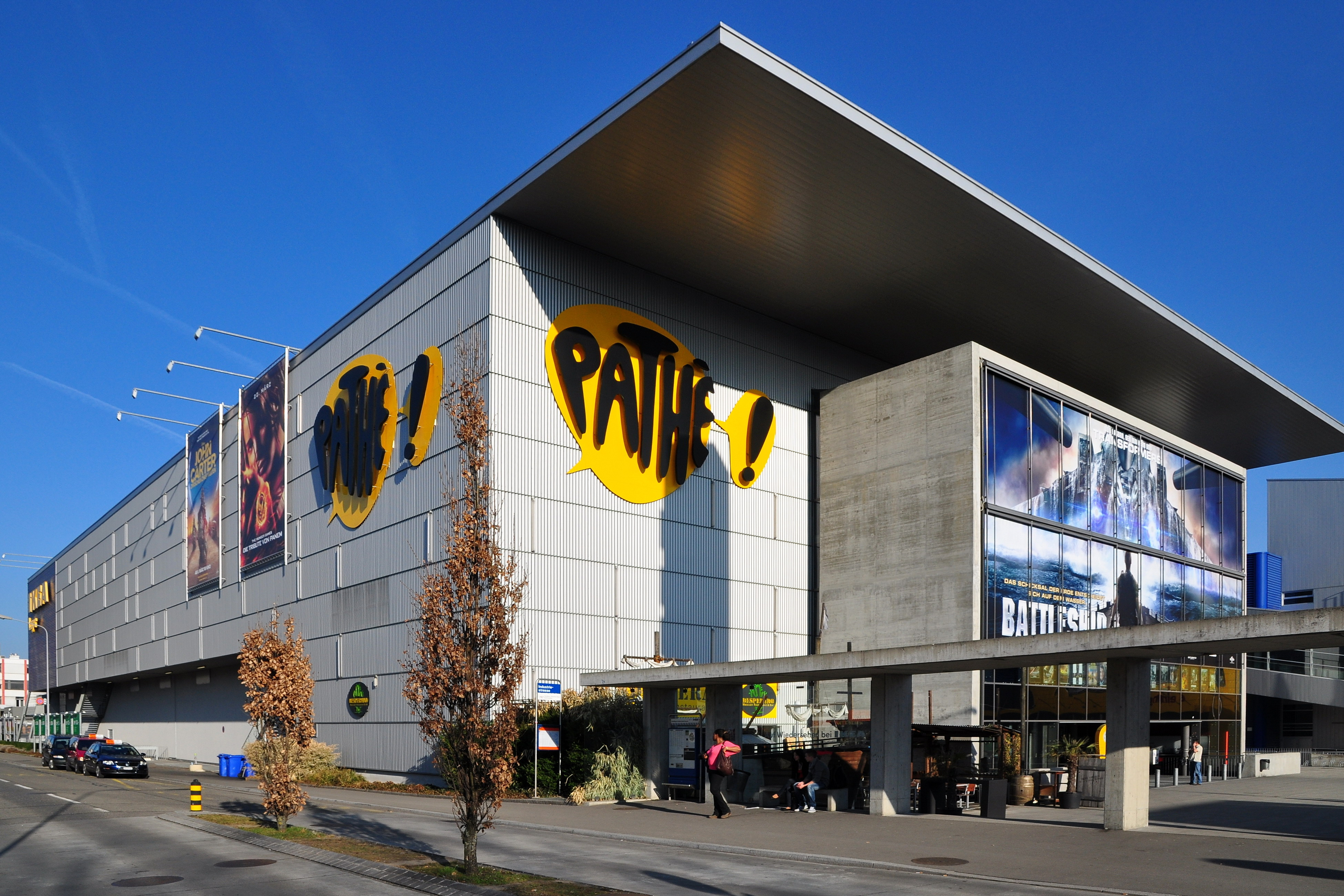
Pathé in Dietlikon

1. Pathé Balexert, Genf mit 2712 Plätzen in 13 Sälen
2. Arena Cinemas, Zürich mit 2600 Plätzen in 18 Sälen
3. Pathé Westside, Bern mit 2432 Plätzen in 11 Sälen
4. Pathé Dietlikon mit 2309 Plätzen in 10 Sälen
5. Pathé Küchlin, Basel mit 2300 Plätzen in 8 Sälen
6. Abaton, Zürich mit 2290 Plätzen in 12 Sälen
7. Maxx, Emmenbrücke mit 2206 Plätzen in 8 Sälen
8. Pathé Mall of Switzerland, Ebikon mit 1962 Plätzen in 12 Sälen
9. Pathé Flon, Lausanne mit 1944 Plätzen in 7 Sälen
10. Cinedome, Abtwil mit 1865 Plätzen in 8 Sälen
11. Kinepolis, Schaffhausen mit 1500 Plätzen in 8 Sälen
12. Cinema 8, Schöftland mit 1213 Plätzen in 5 Sälen
13. Pathé les Galeries, Lausanne mit 1074 Plätzen in 8 Sälen

### Österreich
Das größte (Multiplex-)Kino Österreichs ist die in Wien gelegene UCI Kinowelt „Millennium City“ (Millennium-Tower-Komplex) mit 21 Sälen und 3524 Sitzplätzen. Die größte Kinokette ist mit 17 Multiplex-Kinos und 13 weiteren Ein- oder Mehrsaalkinos die der Constantin Film-Holding gehörende Cineplexx-Kette.

### Belgien
Die größten Kinoketten in Belgien heißen Kinepolis und UGC. Kinepolis hat zwei sehr große Multiplex-Kinos mit jeweils 25 Sälen und ca. 7000 Sitzplätzen in Brüssel und Antwerpen in Betrieb.

### Luxemburg
In Luxemburg gibt es zwei Multiplexkinos:
- Utopolis Luxemburg-Kirchberg mit 10 Sälen und insgesamt 2700 Sitzplätzen
- Utopolis Belval im Einkaufszentrum Belval Plaza, in Belval, Gemeinde Esch an der Alzette.

### Tschechien
In Tschechien existieren 29 Multiplex-Kinos, welche einen Umsatzanteil von 72 % des tschechischen Kinomarktes (2014) haben. Ein Kino in Prag schloss Ende November 2008 als bisher erstes und einziges Multiplexkino in Tschechien.

### Spanien
- Kinepolis (Kinépolis Madrid Ciudad de la Imagen) Pozuelo de Alarcón (Madrid) mit 25 Sälen und insgesamt 9200 Sitzplätzen.
- Kinepolis (Kinépolis Valencia) Shopping Center Heron City in Paterna (Valencia) mit 24 Sälen und insgesamt 8194 Sitzplätzen.
- Cinesa (Cinesa Parc Vallès) in Tarrasa/Terrassa (Barcelona) mit 24 Sälen und insgesamt 5276 Sitzplätzen.